# T47 (Paralympics)
T47 ist eine Startklasse der paralympischen Sportarten für Sportler in der Leichtathletik. Zugehörigkeiten von Sportlerinnen und Sportlern zu der Startklasse sind wie folgt skizziert:
„Fehlen einer Hand.“
Die Klassifizierung gehört zu der Obergruppe von Athletinnen und Athleten die betroffen sind von „Amputation, Fehlbildung von Gliedmaßen, eingeschränkter Muskelkraft oder passiver Gelenkbeweglichkeit“ (T/F42 – T/F46, T47, T/F51 – 54; F55 – 57, T/F61 – T/F64). Sie gehört zur Untergruppe 45–47 für Personen mit Gliedmaßenmangel, eingeschränkter Muskelkraft oder eingeschränktem passiven Bewegungsumfang der oberen Gliedmaße, die stehend ohne Unterstützung starten.
In T47 sind Sportlerinnen und Sportler eingestuft mit einer einseitigen Beeinträchtigung der oberen Gliedmaßen, die zu einem gewissen Funktionsverlust an Schulter, Ellbogen und Handgelenk führt und sich hauptsächlich auf Sprints auswirkt. Die Auswirkungen der Beeinträchtigung sind vergleichbar mit den Aktivitätseinschränkungen eines Athleten mit einer einseitigen Amputation des Handgelenks und des Ellenbogens.
Gestartet wird:
- stehend
- ohne Unterstützung (Prothese/n)

Es gilt: je niedriger die Nummer, desto höher der Grad der Einschränkung. In den technischen Disziplinen sind die Wettkampfklassen der Rollstuhl-Athleten stärker differenziert als in den Rennklassen.
Zu beachten: Die Klassifizierungen und Startklassen wurden in den letzten Jahren weiter ausdifferenziert, wobei jedoch der gleiche Klassifizierungscode andere Kriterien enthalten kann. In diesem Fall gibt es keinen Unterschied zur älteren Version.